# Дади, Марсель
Марсель Дади (20 августа 1951 — 17 июля 1996) — французский гитарист еврейского происхождения, игравший в стиле фингерстайл. Его вдохновляла игра таких гитаристов, как Док Уотсон, Мерл Трэвис и Чет Аткинс. Позже он стал близким другом Чета Аткинса.

## Биография
Марсель Дади родился в Сусе 20 августа 1951, в возрасте 3-х лет его семья переехала из Туниса во Францию. В возрасте 10 лет он начал играть на гитаре. Чуть позже (до своего 13-го дня рождения) он присоединился к Андре Ассулин, Жозеф Illouz и Морис Леви и начал играть с ними в их рок-группе. Вдохновленный музыкой The Beatles, The Rolling Stones и Боба Дилана, он продолжил расширять своё музыкальное видение… Позже, в 1970-х, Марсель открыл свой подход к игре на гитаре… Незадолго до своей смерти он выпустил несколько обучающих видео. Также Марсель писал свои собственные произведения, которые посвящал другим гитаристам.

## Гибель
Марсель Дади погиб в результате авиакатастрофы 17 июля 1996. Он возвращался из США во Францию, когда самолет, на котором он летел, взорвался и упал у берегов Лонг-Айленда. Марсель был похоронен в Иерусалиме (Израиль).

## Цитаты о Дади
Я потерял одного из моих самых лучших друзей. Иногда я думаю, что он любил меня, как если бы я был бы одним из его семьи, и я чувствую то же самое о нём.— Чет Аткинс